# Valentin Raichev
Valentin Raichev (Sofía, Bulgaria, 20 de septiembre de 1958) es un deportista búlgaro retirado especialista en lucha libre olímpica donde llegó a ser campeón olímpico en Moscú 1980.

## Carrera deportiva
En los Juegos Olímpicos de 1980 celebrados en Moscú ganó la medalla de oro en lucha libre olímpica de pesos de hasta 74 kg, por delante del luchador mongol Jamtsyn Davaajav (plata) y del checoslovaco Dan Karabin (bronce).